# Farsala (gmina)
Farsala (gr. Δήμος Φαρσάλων, Dimos Farsalon) – gmina w Grecji, w administracji zdecentralizowanej Tesalia-Grecja Środkowa, w regionie Tesalia, w jednostce regionalnej Larisa. W 2011 roku liczyła 18 545 mieszkańców. Powstała 1 stycznia 2011 roku w wyniku połączenia dotychczasowych gmin: Enipeas, Nartaki, Polidamio i Farsala. Siedzibą gminy jest Farsala.